# Болдині гори

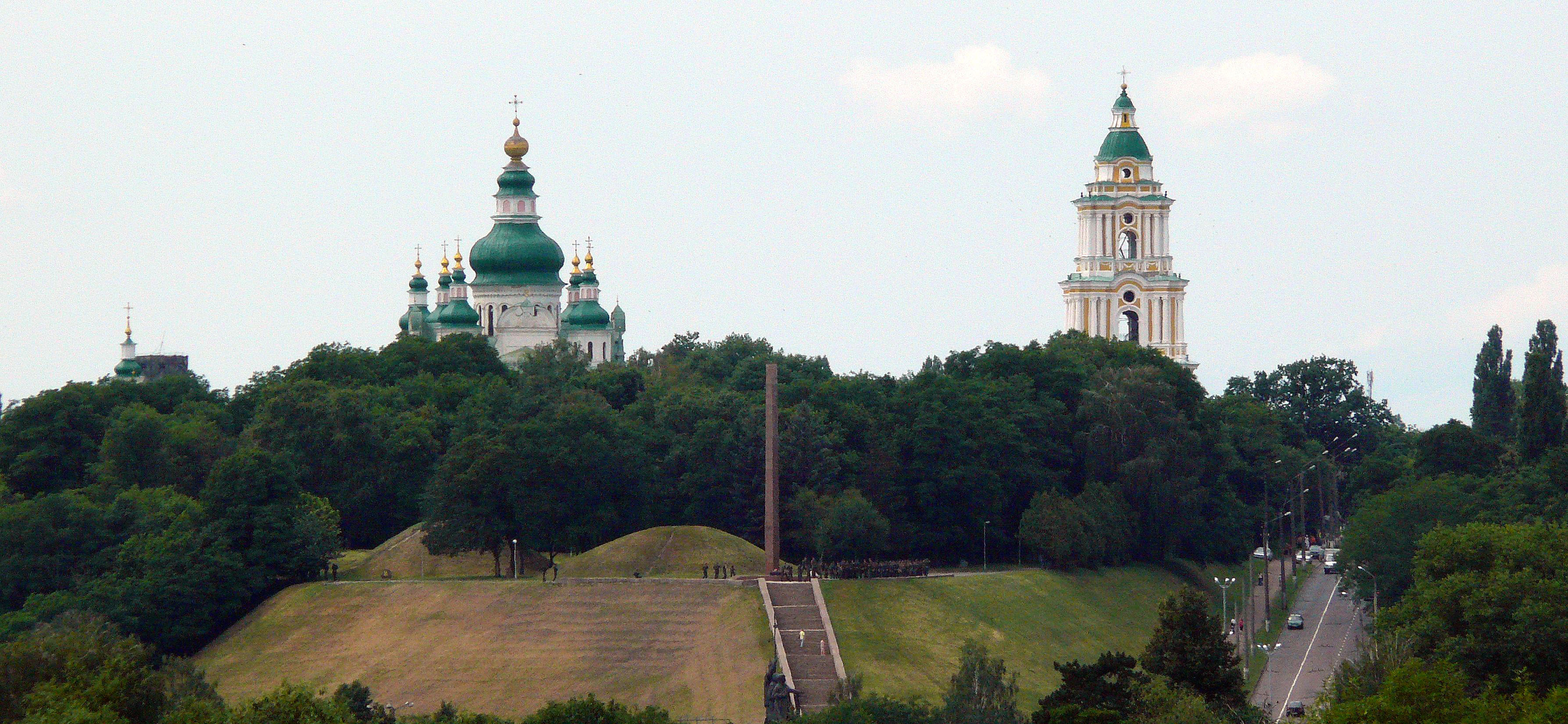
Вид на Болдині гори

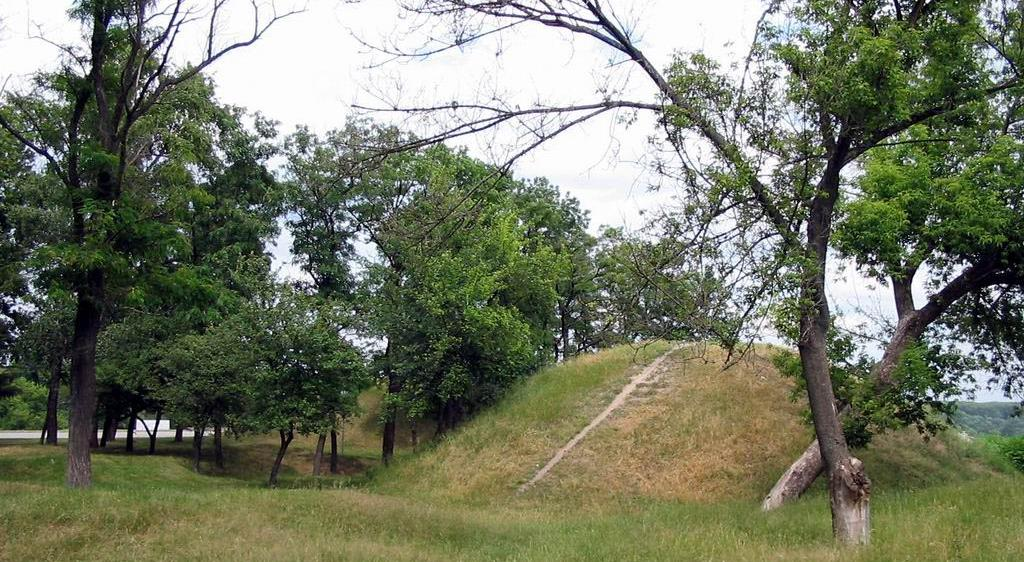
Курганний могильник на Болдиних горах, Чернігів

Бо́лдині го́ри — історична місцевість у Чернігові (Новозаводський район), на правому березі Десни, а також пам'ятка садово-паркового мистецтва (з 1972 року). Утворюються з 20—35-метрових пагорбів, розгорнутих дугою на південь від заплави річки Стрижень. Місцевість є віддавна заселеною, на її території збереглося багато археологічних, історичних і архітектурних пам'яток.

## Назва
Щодо назви Болдині існує декілька версій:
- утворилася від давньослов'янського слова болд, що означає «дуб». Адже у стародавні часи місцевість була вкрита дубовими заростями і власне розташовувалась за декілька кілометрів від міста; але жоден словник не містить слова болд, яке так перекладається.
- за іншою версією топонім походить від слова болди — у староукраїнській мові «гори», у молдавській «верх». Високий пагорб на правому березі Десни наші пращури вибрали як місце для некрополя;
- ще згідно з однією теорією назва є тюркізмом, і утворена від балда/балта «сокира».

## Опис та історія
Розміщений на Болдиних горах на площі 1,2 га курганний комплекс є одним з найбільших, відомих науці, в Україні некрополів ІХ—ХІ століть — складається з 6 курганних груп (загалом збереглося близько 230 курганів), що визначили заселену територію міста. Одні з найбільших — курган «Гульбище» знаходиться в північно-східній частині некрополя, має висоту 6 м (у давні часи 8,5 м), діаметр — 22 м, та курган «Безіменний», який на думку професора Бориса Рибакова належить до 1-ї половини X сторіччя. Кургани Болдиних гір досліджувалися у 1872 і 1908 роках Д. Я. Самоквасовим, у 1965 році С. С. Ширинським.
У середині ХІ століття на Болдині гори прийшов монах Антоній Преподобний, який заснував земляні споруди, так звані Антонієві печери. Вони з'єднані підземними переходами з Іллінською церквою, яку споруджено в XII столітті.
В Антонієвих печерах у 1654 році поховано соратника гетьмана Богдана Хмельницького чернігівського полковника Стефана Подобайла.

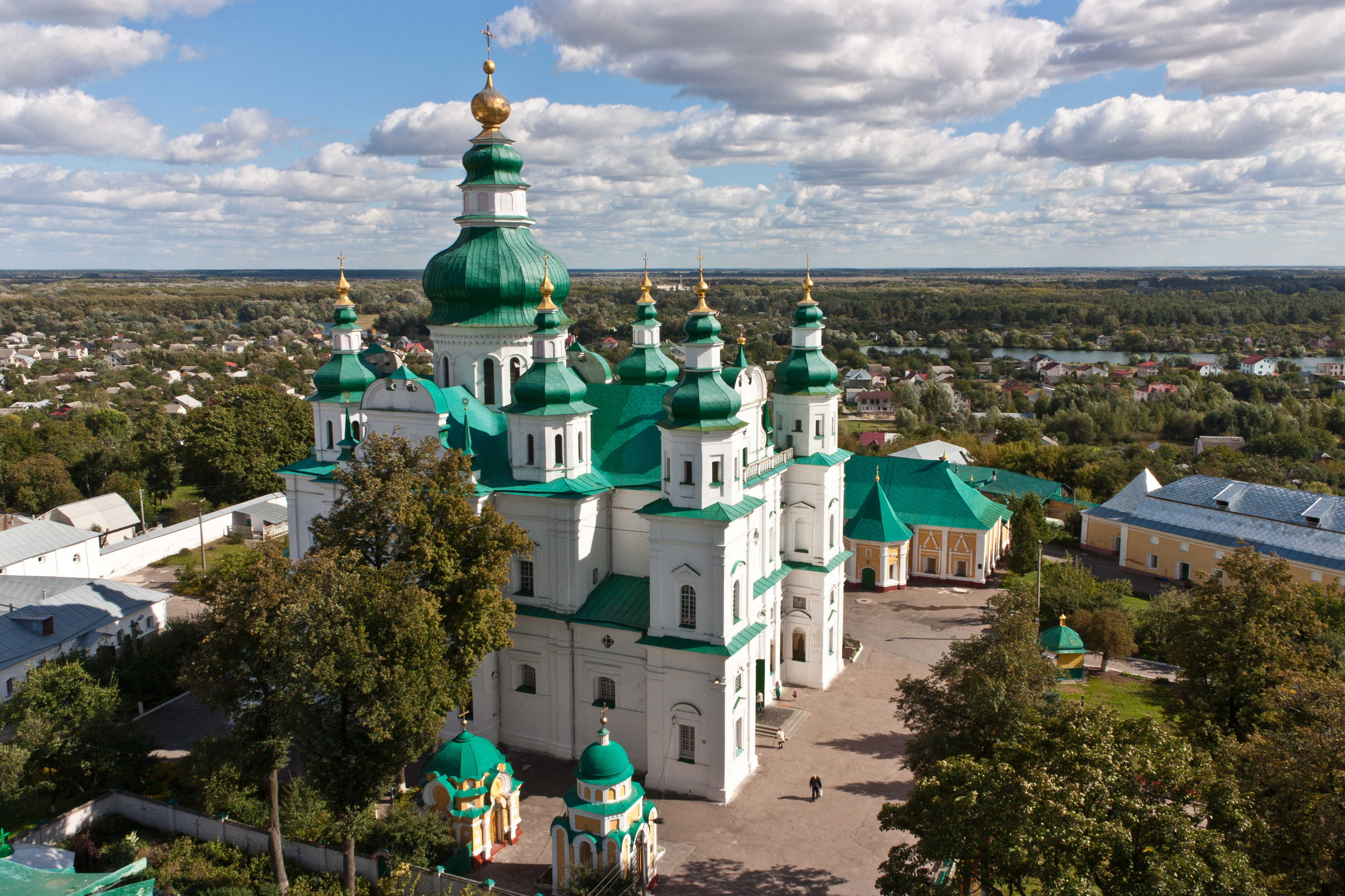
Троїцький собор Троїцько-Іллінського монастиря

Визначну пам'ятку архітектурного ансамблю Троїцько-Іллінського монастиря — Троїцький собор споруджено наприкінці XVII століття. На місці східної брами монастиря в 1667 році звели кам'яницю для друкарні Троїцько-Іллінського монастиря.
В усипальні Троїцького собору серед чернігівських архієреїв знаходиться тіло автора багатотомного історико-статистичного опису чернігівської єпархії Філарета (Гумілевського), у західному крилі храму — на вічному спокої генерал, учасник російсько-турецької війни 1877—78 років, історик та громадський діяч, голова Чернігівської губернської архівної комісії Григорій Милорадович. Неподалік собору під зеленими кронами стоїть каплиця, в якій поховано російського дипломата, уродженця Чернігова Григорія Щербину.
Поруч з монастирем — цвинтар, де поховані визначні українці (їхні могили збереглися) — український байкар і лірник Леонід Глібов; відомий український письменник Михайло Коцюбинський (та його родичі — дружина Віра Устимівна, мама Гликерія Максимівна, сестра Лідія Михайлівна); український фольклорист і етнограф Опанас Маркович, чоловік письменниці Марко Вовчок; письменник і громадський діяч Микола Вербицький.

Меморіал Слави на Болдиних горах

У 1967 році на Болдину гору з села Коти Чернігівського району перенесено прах невідомого червоноармійця. На могилі встановлено обеліск і запалено «вічний вогонь».
Напередодні Дня Перемоги 8 травня 1986 року в пониззі Болдиних гір відкрито меморіал Слави. На гранітному постаменті в бронзі застигли 4 величні фігури: давньоруський воїн у шоломі з мечем і списом та щитом із зображенням старовинного герба Чернігова, солдат Другої Світової війни, народний месник і жінка-трудівниця. Поряд, на 5 гранітних стелах, бронзові барельєфи відображають трудову, героїчну і звитяжну історію Чернігівського краю: похід на половців князя Ігоря Святославовича, героїчні епізоди періоду так званого «Великого Жовтня», громадянської та Другої Світової воєн, партизанської боротьби і трудового подвигу будівництва і повоєнної відбудови країни.
У теперішній час Болдині гори — це пам'ятка садово-паркового мистецтва «Болдина Гора», а також цінний історико-архітектурний комплекс, значний туристичний об'єкт міста й області.

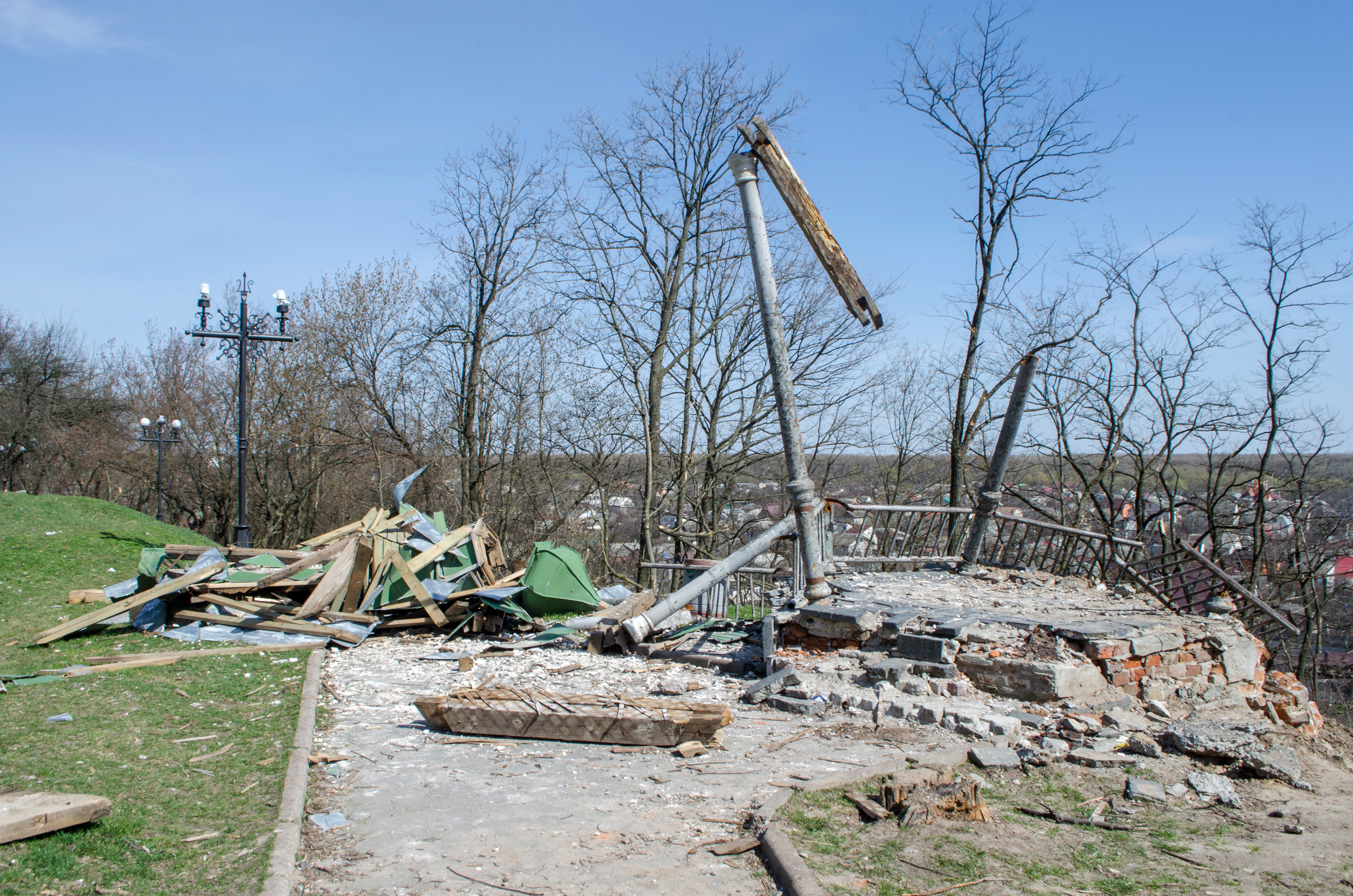
Альтанка на Болдиних горах, зруйнована російським обстрілом

В березні 2022 року під час облоги міста на Болдиних горах російським снарядом була знищена альтанка, встановлена на початку ХХ століття до приїзду в місто російського імператора Миколи ІІ.